# Scritto nelle ossa
Scritto nelle ossa (Written in Bone) è un romanzo del giallista britannico Simon Beckett, pubblicato nel 2007. È il secondo libro della serie che ha per protagonista il Dottor David Hunter.

## Trama
In un capanno dell'isola scozzese di North Rona (nel romanzo chiamata Runa), nelle Ebridi Esterne, viene rinvenuto un cadavere completamente carbonizzato, di cui rimangono però intatti i piedi e una mano.
Il Dottor Hunter viene così chiamato per ispezionare il corpo. Nelle indagini è coadiuvato dal sergente Fraser, dall'agente Duncan McKinney e da Andrew Brody, un poliziotto in pensione.
Il ritrovamento del corpo carbonizzato sarà però solo il primo di una serie di eventi drammatici che sconvolgeranno la solitamente tranquilla isola di Runa.

## Ricezione e critica
Il libro ottenne dalla critica un giudizio più positivo rispetto a La chimica della morte, il primo romanzo con protagonista David Hunter.
In Germania, il romanzo stazionò per cinque settimane al primo posto nella classifica dei migliori libri tascabili stilata dal settimanale Der Spiegel.

## Edizioni
- Simon Beckett, Scritto nelle ossa, traduzione di A. Silvestri, I Grandi Tascabili, Bompiani, 2007,  p. 428, ISBN 978-88-452-7954-6.